# Абд аль-Кадир аль-Хусейни
Абд аль-Кадир аль-Хусейни (аль-Хусейн) (араб. عبد القادر الحسيني‎, около 1908 или 1907, Иерусалим, Османская империя — 8 апреля 1948, Аль-Кастал, Подмандатная Палестина) — палестинский арабский националист, один из создателей Армии Священной Войны (2-й создатель Хасан Салама).

## Биография
Абд аль-Кадир аль-Хусейни родился во влиятельной семье аль-Хусейни в Иерусалиме, он — сын Мусы аль-Хусейни и племянник муфтия Иерусалима Мухаммада Амина аль-Хусейни. Окончил факультет химии в Американском университете в Каире и организовал Конгресс образованных мусульман.
Первоначально он занимал пост в отделе поселений правительства под британским мандатом, но в конце концов переехал в район Хеврона во время арабского восстания 1936-39 годов в Палестине, чтобы возглавить борьбу против британцев. Член Палестинской арабской партии, он был её генеральным секретарем и стал главным редактором партийной газеты «Аль-Лива» и других газет, в том числе «Аль-Джамиа аль-Исламия».
Абд аль-Кадир женился в 1934 году и стал отцом Фейсала аль-Хусейни (17 июля 1940 г. — 31 мая 2001 г.), министра Палестинской автономии по делам Иерусалима.

## Смерть
Погиб в битве за деревню Аль-Кастал во время операции «Нахшон» на территории современного Израиля. За несколько дней до гибели вернулся из Сирии, где пытался получить оружие и людей для войны. Не будучи удовлетворённым результатами, в гневе резко отозвался об одном из сирийских офицеров и сказал, что вернётся под Кастель с оружием или без него и погибнет там. Был застрелен ранним утром в связи с тем, что принял пост «Хаганы» за своих солдат.
Смерть Абд аль-Кадира серьёзно подорвала моральный дух арабских сил.